# Gerald Hambitzer
Gerald Hambitzer (* 16. Dezember 1957 in Bonn) ist ein deutscher Cembalist, Clavichord- und Hammerklavierspieler.

## Leben und Wirken
Sein Musikstudium mit Hauptfach Cembalo bei Hugo Ruf absolvierte er an der Kölner Musikhochschule. Er gehört zu den Gründungsmitgliedern des Orchesters Concerto Köln, seither wirkt er bei dessen Konzert- und Opernproduktionen mit. Dabei ist er schon auf mehreren Kontinenten aufgetreten und hat zahlreiche Tonaufnahmen realisiert.
Hambitzer ist auch bekannt als Interpret auf dem Clavichord und dem Hammerklavier.
2001 gründete er das Arcangelo-Trio, zusammen mit dem Blockflötisten Daniel Rothert und dem Cellisten Markus Möllenbeck. Seit 1999 ist Hambitzer an der Musikhochschule Köln Professor für Historische Tasteninstrumente. Er hat dort als Prodekan im Fachbereich II die Leitung des Instituts für Alte Musik inne. Zu seinen zahlreichen Schülern zählen Alexandra Kertz-Welzel, Frank Stanzl und Martin Welzel.

## Diskografie (Auswahl)

### Solo-Aufnahmen
- Miłosz Bembinow: Seven Gates To Wildness (für Cembalo, 2003; Ersteinspielung). In: Miłosz Bembinow – Staub und Schatten sind wir. CD. Edition Villa Concordia / Cavalli, 2006.[2][3]
- Bach und Silbermann. Werke von Johann Sebastian Bach, Wilhelm Friedemann Bach und Carl Philipp Emanuel Bach. Cembalo von Martin-Christian Schmidt nach Gottfried Silbermann, Freiberg um 1740. CD. Christophorus 2005.[4][5]
- Johann Caspar Ferdinand Fischer: Musicalischer Parnassus. Cembalowerke aus Musicalischer Parnassus und Musicalisches Blumen-Büschlein. Dohr, Köln 2002.
- Das Hubert-Clavichord im Stadtmuseum Bayreuth. Werke von Carl Philipp Emanuel Bach, Johann Sebastian Bach, Johann Caspar Ferdinand Fischer und Wolfgang Amadeus Mozart. Clavichord von Christian Gottlob Hubert, Ansbach 1756. CD. Concerto, Bayreuth 1995.[6]

### Kammermusik
- Johann Sebastian Bach: Trio A-Dur BWV 1025 und Fuga g-moll BWV 1026. Werner Ehrhardt (Violine nach Jacobus Stainer, Absam um 1680) und Gerald Hambitzer (Cembalo von Martin-Christian Schmidt nach Gottfried Silbermann, Freiberg um 1740). 1999. In: Bach 2000. Vol. 11, CD 9. Teldec, 2000 (Welt-Ersteinspielung).
- Händel in Italien. Mit dem Arcangelo-Trio. CD. WDR / Aulos, 2002.[7]
- Neues Schloss Meersburg – Höfische Musik auf Originalinstrumenten. Werke von Johann Christoph Friedrich Bach, Carl Philipp Emanuel Bach, Maximilian-Friedrich von Droste zu Hülshoff, Johann Wilhelm Häßler, Carl Stamitz und Johann George Tromlitz. Zusammen mit Günther Höller (Traversflöte), Gerhard Peters (Violine) und Klaus-Dieter Brandt (Violoncello). CD. Bauer-Studios, Ludwigsburg 2003.
- Georg Friedrich Händel: Sämtliche Violin-Sonaten. Ensemble Vintage Köln: Ariadne Daskalakis (Violine von Januarius Gagliano, 1732), Rainer Zipperling (Viola da Gamba von François Bodart 1992, nach Barbey / Barockcello aus England? um 1690), Gerald Hambitzer (Cembalo von Lutz Werum 2001, nach Johannes Ruckers, Antwerpen 1640). 1 CD. Naxos, 2010.[8]